# Mariposas-das-preguiças
Uma mariposa-das-preguiças é uma mariposa coprófaga que evoluiu para habitar exclusivamente o pelo das preguiças e usar suas fezes como substrato para os estágios iniciais de reprodução. São um dos tipos de artrópodes associados aos bichos-preguiça. As mariposas-das-preguiças incluem Bradypodicola hahneli, Cryptoses choloepi, Cryptoses waagei, Cryptoses rufipictus, e Bradypophila garbei .
Certas mariposas da família Pyralidae (sobretudo as da subfamília Chrysauginae) evoluíram para viver exclusivamente no pelo da preguiça. Normalmente, as fêmeas adultas das mariposas-das-preguiças adultas o pelo da preguiça para colocar seus ovos em seus excrementos quando esta desce ao solo da floresta para defecar uma vez por semana. As larvas de Cryptoses choloepi vivem no esterco e mariposas recém-emergidas voam mais tarde da pilha de esterco para o dossel da floresta para encontrar uma nova preguiça hospedeira.
As mariposas Chrysauginae, como Cryptoses spp., só saem das preguiças quando elas descem para defecar, voando para o esterco da preguiça para ovipositar. Um desequilíbrio nas proporções sexuais da população favorecendo os machos foi notado e presumiu-se que as mariposas fêmeas não voltam para as preguiças hospedeiras após a oviposição.

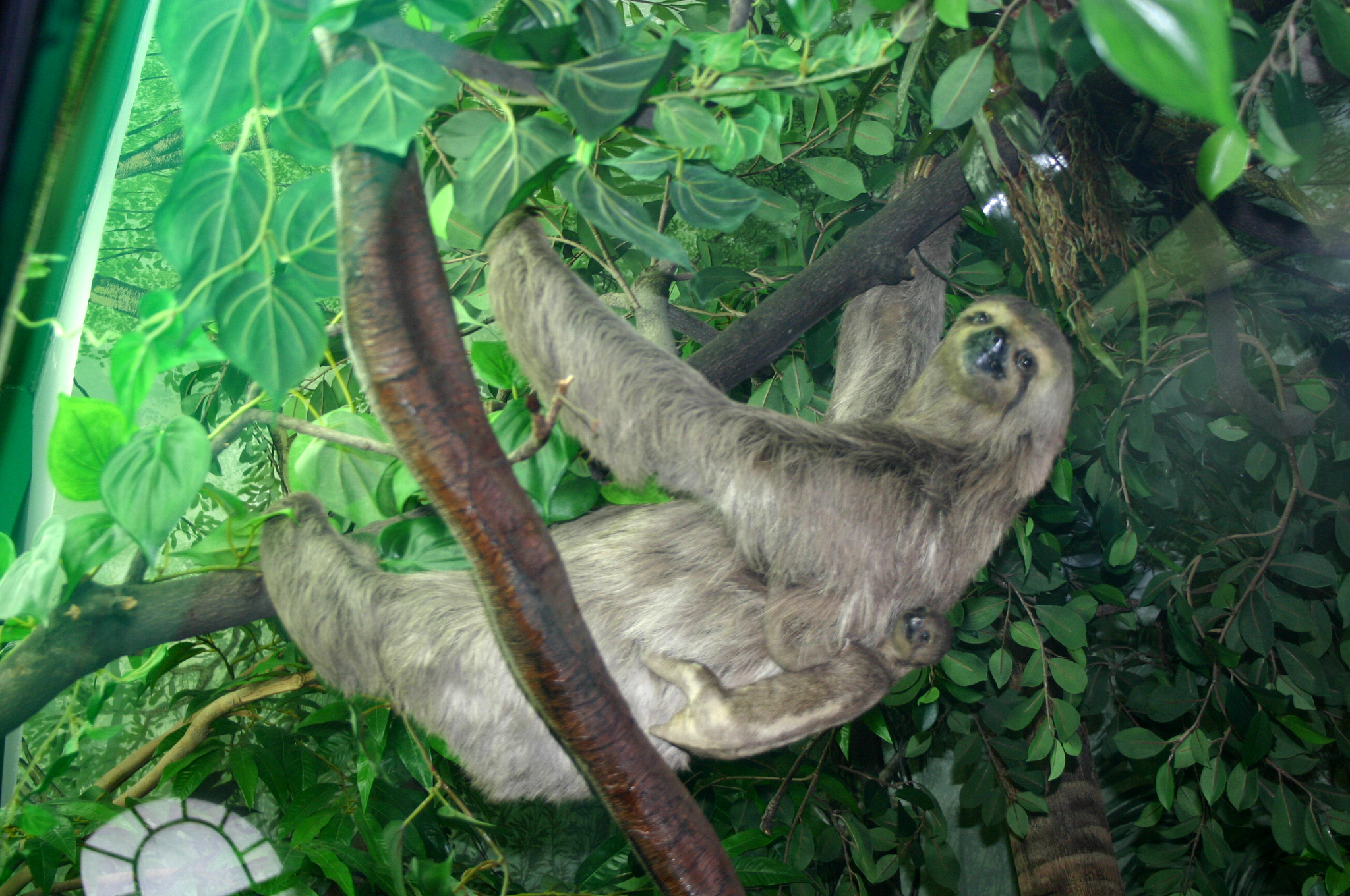
Preguiça-de-bentinho (Bradypus tridactylus)

Alguns indivíduos de preguiças-de-três-dedos foram registradas carregando mais de 120 mariposas em seu pelo. Preguiças-de-dois-dedos abrigam populações mais baixas. Várias espécies diferentes de mariposas podem coexistir no mesmo animal.